# Aleksandro-Nevskij rajon
L'Aleksandro-Nevskij rajon (in russo Александро-Невский район?) è un rajon dell'oblast' di Rjazan', nella Russia europea; il capoluogo è Aleksandro-Nevskij. Ricopre una superficie di 833 chilometri quadrati ed ospita una popolazione di circa 10.000 abitanti.
Il distretto ha avuto anche altri nomi: Novoderevenskij, Komsomol'skij. Dal 18 giugno 2012 ha ripreso l'antico nome di Aleksandro-Nevskij rajon.